# Pokémon: Wybieram cię!
Pokémon: Wybieram cię! (jap. 劇場版ポケットモンスターキミにきめた!, Gekijōban Pocket Monsters: Kimi ni kimeta!; ang. Pokémon the Movie: I Choose You!) – dwudziesty film o Pokémonach na podstawie anime Pokémon. Dostępny w serwisie Netflix od 1 stycznia 2019 roku.
Tytuł filmu jest także odniesieniem do pierwszego odcinka anime z 1 kwietnia 1997 roku pt. „Pokémon, I Choose You!”.

## Fabuła
Film osadzony jest w alternatywnej osi czasu i przedstawia podróż trenera Pokémon Asha Ketchuma i jego przyjaciół, Pikachu, Verity i Sorrel, którzy starają się spotkać Legendarnego Pokémona Ho-Oha na szczycie Mount Tensei.
Źródło: Netflix

## Wersja polska
Wersja polska: SDI Media Polska

Reżyseria: Adam Łonicki

Dialogi: Anna Wysocka

Kierownictwo muzyczne: Juliusz Kamil

Tekst piosenki tytułowej: Lubomir Jędrasik

Dźwięk: Adam Łonicki, Łukasz Fober, Sergio Pinilla Vásquez

Wystąpili:
- Antonina Krylik – Pikachu
- Ikue Ohtani – Pikachu
- Hanna Kinder-Kiss – Ash Ketchum
- Magdalena Wasylik – Verity
- Sebastian Machalski – Sorrel
- Maksymilian Bogumił – Cross
- Przemysław Glapiński – Bonji
- Anna Gajewska – Delia Ketchum
- Janusz Wituch – Profesor Oak
- Szymon Roszak – sędzia walki pomiędzy Neeshą i Correyem
- Jarosław Budnik – James
- Izabela Dąbrowska – Jessie
- Mirosław Wieprzewski – Meowth
- Karolina Bacia –
  - sędzia walki o odznakę tęczy,
  - mały Sorrel
- Mateusz Kwiecień – sędzia walki Pikachu i Snorlaksa
- Anna Szymańczyk –
  - trenerka Jigglypuffa,
  - Agatha
- Joanna Węgrzynowska-Cybińska – Siostra Joy
- Mikołaj Klimek – Narrator

W pozostałych rolach:
- Magda Kusa – Erika
- Karol Jankiewicz – trener Vaporeona

Wykonanie piosenek:	
- „Główny Temat: Pokémon”: Juliusz Kamil, Patrycja Kotlarska
- „I Choose You”: Daria Englot